# Michihisa Date
Michihisa Date (jap. 伊達 倫央, Date Michihisa; * 22. August 1966 in der Präfektur Shizuoka) ist ein ehemaliger japanischer Fußballspieler.

## Karriere
Date erlernte das Fußballspielen in der Schulmannschaft der Shimizu Commercial High School und der Universitätsmannschaft der Universität Tsukuba. Seinen ersten Vertrag unterschrieb er 1989 bei Yamaha Motors (heute: Júbilo Iwata). Der Verein spielte in der höchsten Liga des Landes, der Japan Soccer League. 1989 erreichte er das Finale des JSL Cup und Kaiserpokal. 1993 wurde er mit dem Verein Vizemeister der Japan Football League und stieg in die J1 League auf. Für den Verein absolvierte er 106 Erstligaspiele. 1995 wechselte er zum Ligakonkurrenten Kashiwa Reysol. Für den Verein absolvierte er 60 Erstligaspiele. Ende 1997 beendete er seine Karriere als Fußballspieler.

## Erfolge
Yamaha Motors/Júbilo Iwata
- JSL Cup

Finalist: 1989
- J.League Cup

Finalist: 1994
- Kaiserpokal

Finalist: 1989